# Tino Scotti
Pour les articles homonymes, voir Scotti.
Tino Scotti, né le 16 novembre 1905 à Milan et mort le 16 octobre 1984 à Tarquinia, est un acteur italien. Il apparaît dans plus de 65 films entre 1940 et 1984.

## Biographie
Tino Scotti est né à Milan. Il débute comme joueur de football en particulier à l'Inter de Milan et d'autres clubs mineurs ,, puis comme acteur au théâtre dans des spectacles de variétés et de  revue.
À la fin des années 1930, il participe aux programmes radiophoniques de variétés et de prose aux studios EIAR et Rai, dont Rosso e Nero.
Au théâtre, il a interprété des œuvres de Shakespeare (Peines d'amour perdues) et Goldoni (Barouf à Chioggia), réalisées par Giorgio Strehler et Franco Enriquez.
Au cinéma, il a tourné surtout dans les films comiques (È arrivato il cavaliere (1950) et I morti non pagano le tasse (1952))  et a participé à des films comme Les Clowns de Fellini (1970) et La Stratégie de l'araignée de Bertolucci (1974). À la télévision, il a participé à des émissions de variétés  comme en 1977 à Bambole, non c'è una lira,de Antonello Falqui.
Sa dernière apparition dans la série télévisée de Dino Risi Et la vie continue date de 1984. 
Il décède le 16 octobre 1984, à l'hôpital de Tarquinia des suites de problèmes cardiovasculaires.

## Filmographie partielle
- 1940 :
  - Le Pirate, c'est moi (Il pirata sono io!) de Mario Mattoli
  - Faut pas m'le dire (Non me lo dire) de Mario Mattoli
- 1942 : 
  - Pazzo d'amore  de Giacomo Gentilomo
  - Lèvres closes (Labbra serrate) de Mario Mattoli
- 1943 : 
  - La valle del diavolo de Mario Mattoli
  - Le Diamant mystérieux de Mario Mattoli
  - La vispa Teresa de Mario Mattoli
  - Ho tanta voglia di cantare de Mario Mattoli
- 1946 : 
  - Partenza ore 7
  - Avanti a lui tremava tutta Roma
- 1950 : È arrivato il cavaliere de Mario Monicelli et Steno
- 1951 : 
  - La famiglia Passaguai
  - Milano miliardaria
  - Il mago per forza
- 1952 : 
  - Il tallone di Achille
  - I morti non pagano le tasse
- 1953 : Se vincessi cento milioni
- 1954 : Ridere! Ridere! Ridere! d'Edoardo Anton
- 1959 : La sceriffa de Roberto Bianchi Montero : juge
- 1960 : 
  - Gastone
  - Chacun son alibi
- 1963 : Un marito in condominio d'Angelo Dorigo
- 1970 : 
  - Les Clowns
  - La Stratégie de l'araignée
  -  L'urlo
- 1974 :
  - Paolo il freddo
  - Sesso in testa de Sergio Ammirata (it) et Fernando Di Leo
  - Un homme, une ville (Un uomo, una città)
- 1976 : Todo modo d'Elio Petri
- 1984 : Et la vie continue (...e la vita continua) de Dino Risi (feuilleton)